# Hyposoter
Hyposoter is een geslacht van insecten uit de orde vliesvleugeligen (Hymenoptera) en de familie Ichneumonidae.

## Soorten
- H. affinis (Cresson, 1864)
- H. albicans (Brischke, 1880)
- H. albipes (Hedwig, 1957)
- H. albonotatus (Bridgman, 1889)
- H. alienus (Brischke, 1880)
- H. anglicanus (Habermehl, 1923)
- H. annulipes (Cresson, 1864)
- H. asper (Viereck, 1925)
- H. balearicus (Kriechbaumer, 1894)
- H. barrettii (Bridgman, 1881)
- H. bellus (Cresson, 1865)
- H. berberatae (Habermehl, 1922)
- H. bombycivorus (Cameron, 1911)
- H. brischkei (Bridgman, 1882)
- H. caedator (Gravenhorst, 1829)
- H. calcaneus (Strobl, 1904)
- H. carbonarius (Ratzeburg, 1844)
- H. caudator Horstmann, 2008
- H. clausus (Brischke, 1880)
- H. corpulentus (Roman, 1938)
- H. coxator (Thomson, 1887)
- H. croccatus (Seyrig, 1935)
- H. cryptocentrus (Gravenhorst, 1829)
- H. culminator Aubert, 1974
- H. chinensis (Kokujev, 1915)
- H. christenseni (Blanchard, 1946)
- H. degrysei (Viereck, 1925)
- H. denieri Blanchard, 1946
- H. didymator (Thunberg, 1822)
- H. dimidiatus (Ashmead, 1894)
- H. discedens (Schmiedeknecht, 1909)
- H. disippi (Viereck, 1925)
- H. dolosus (Gravenhorst, 1829)
- H. dumeticola (Holmgren, 1860)
- H. ebeninus (Gravenhorst, 1829)
- H. ebenitor Aubert, 1972
- H. erythrinus (Viereck, 1925)
- H. exiguae (Viereck, 1912)
- H. fitchii (Bridgman, 1881)
- H. formosanus (Uchida, 1932)
- H. forticarinatus (Cameron, 1906)
- H. frigidus (Lundbeck, 1897)
- H. fugitivus (Say, 1835)
- H. fuscitarsus (Viereck, 1925)
- H. galvestonensis (Viereck, 1906)
- H. grahami (Viereck, 1925)
- H. himalayensis (Cameron, 1906)
- H. horticola (Gravenhorst, 1829)
- H. inareolator Aubert, 1971
- H. indicus (Cameron, 1899)
- H. inquinatus (Holmgren, 1860)
- H. jachontovi (Meyer, 1927)
- H. juanianus (Roman, 1920)
- H. kontzeii (Kiss, 1924)
- H. leucomerus (Thomson, 1887)
- H. longulus (Thomson, 1887)
- H. luctus (Davis, 1898)
- H. lymantriae Cushman, 1927
- H. maculatus (Hedwig, 1938)
- H. masoni Torgersen, 1985
- H. meridionalis (Smits van Burgst, 1914)
- H. nefastus (Cresson, 1874)
- H. neglectus (Holmgren, 1860)
- H. niger (Brulle, 1846)
- H. nigrior Aubert, 1993
- H. nigritarsis (Kriechbaumer, 1894)
- H. nigritus (Holmgren, 1860)
- H. nigrolineatus (Viereck, 1912)
- H. nigromaculatus (Strobl, 1904)
- H. noctuae (Ashmead, 1890)
- H. notatus (Gravenhorst, 1829)
- H. obliquus (Seyrig, 1935)
- H. obscurellus (Holmgren, 1860)
- H. occidentali (Viereck, 1925)
- H. orbator (Gravenhorst, 1829)
- H. pallidirostris (Schmiedeknecht, 1909)
- H. pallipes (Smits van Burgst, 1912)
- H. parorgyiae (Viereck, 1910)
- H. pectinatus (Thomson, 1887)
- H. placidus (Desvignes, 1856)
- H. planatus (Viereck, 1925)
- H. plesius (Viereck, 1925)
- H. popofensis (Ashmead, 1902)
- H. postcaedator Aubert, 1964
- H. posticae (Sonan, 1929)
- H. praecaedator Aubert, 1963
- H. prinzi (Meyer, 1926)
- H. prolixus (Holmgren, 1860)
- H. raoi Gupta, 1987
- H. rapacitor Aubert, 1971
- H. reunionis (Benoit, 1957)
- H. rhodocerae (Rondani, 1877)
- H. rivalis (Cresson, 1872)
- H. romani Ozols, 1959
- H. rubiginosus Cushman, 1924
- H. rubraniger (Lopez Cristobal, 1947)
- H. ruficrus (Thomson, 1887)
- H. rufiventris (Perez, 1895)
- H. rufovariatus (Schmiedeknecht, 1909)
- H. sanguinator Aubert, 1960
- H. seniculus (Gravenhorst, 1829)
- H. sicarius (Gravenhorst, 1829)
- H. simlaensis (Cameron, 1905)
- H. singularis (Schmiedeknecht, 1909)
- H. synchlorae (Ashmead, 1898)
- H. taihorinensis (Uchida, 1932)
- H. takagii (Matsumura, 1926)
- H. tenuicosta (Thomson, 1887)
- H. thuringiacus (Schmiedeknecht, 1909)
- H. tianshuiensis Sheng, 2004
- H. tibialis (Hedwig, 1938)
- H. tricolor (Ratzeburg, 1844)
- H. tricoloripes (Viereck, 1911)
- H. validus (Pfankuch, 1921)
- H. ventralis (Walker, 1874)
- H. vierecki Townes, Momoi & Townes, 1965
- H. virginalis (Gravenhorst, 1829)
- H. vividus (Holmgren, 1860)
- H. volens (Cameron, 1899)
- H. xanthocerus (Viereck, 1921)